# Hilmar Jensson

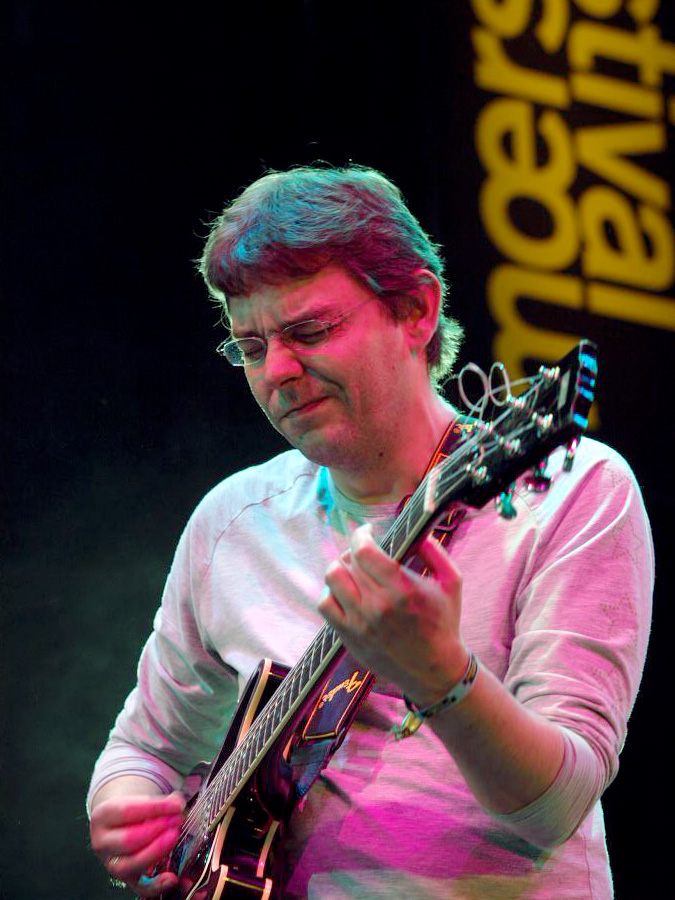
Hilmar Jensson, moers festival 2008

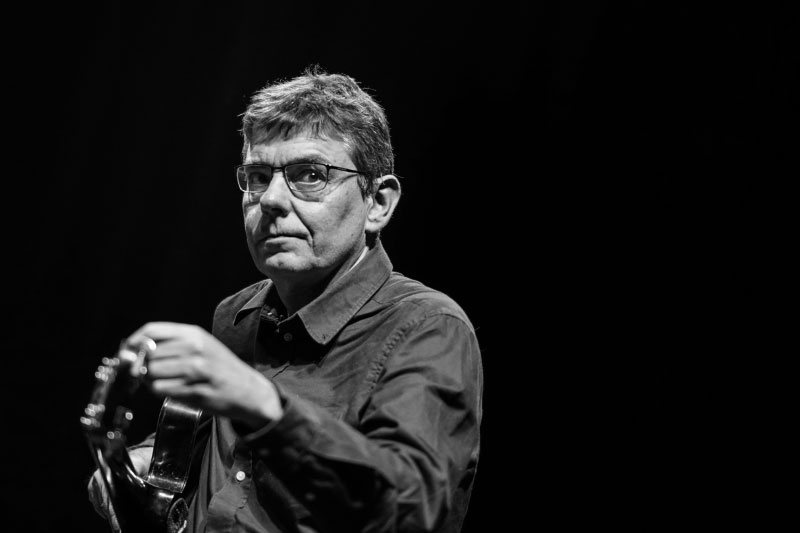
Aarhus, Dänemark 2018

Hilmar Jensson (* 1966 in Reykjavík) ist ein isländischer Jazzgitarrist.

## Leben und Wirken
Jensson, der bereits als Kind Gitarre spielte, studierte ab 1982 an der FIH Musikschule in Island und anschließend bis 1991 am Berklee College of Music. Während dieser Zeit nahm er auch Privatunterricht bei Mick Goodrick, Jerry Bergonzi und Hal Crook.
Er kehrte dann nach Island zurück, studierte ab 1993/94 bei Joe Lovano in New York. Als Sideman arbeitete er u. a. mit Tim Berne, Wadada Leo Smith, Kevin Drumm, Herb Robertson, Trevor Dunn, Greg Bendian, Chris Speed, Briggan Krauss, Jamie Saft, Cuong Vu, Rafael Toral, Carlos Zingaro, Tom Rainey, Ben Perowsky, Per Jörgensen, Eyvind Kang, Arve Henriksen, Anna Gréta Sigurðardóttir und Ståle Storlokken.
Seit 1999 ist Jensson Mitglied von Jim Blacks Band AlasNoAxis, 2001 gründete er mit Jim Black und Andrew D’Angelo in New York die Gruppe Tyft. Außerdem ist er Gründungsmitglied von Kitchen Motors, einer isländischen Künstlerorganisation, die zugleich als Plattenlabel fungiert.

## Diskographie (Auswahl)
- Dofinn, 1995
- Kjartan Ólafsson: Thrír heimar í einum, 1997
- Óskar Gudjónsson: Far, 1997
- Hilmar Jensson/Skúli Sverrisson: Kjár, 1998
- Traust, 1998
- Jóel Pálsson: Prím, 1998
- Didda: Strokid og slegid, 1998
- Kerfill, 1999
- VA: Nart Nibbles, 1999
- Terje Isungset: Floating Rhythms, 2000
- Jim Black: Alas No Axis, 2000
- VA: Motorlab 1, 2000
- Óskar Gudjónsson: Delerad, 2000
- Kjartan Ólafsson: Völuspá, 2000
- Jóel Pálsson: Klif, 2001
- VA: Strings and stings, 2002
- Tyft, 2002
- Tomas R. Einarsson: Kubanska, 2002
- Napoli 23: Napoli 23, 2002
- Terje Isungset: Iceman Is, 2002
- Unn Patterson: Run, 2003
- Ditty Blei, 2004
- Yeah No: Swell Henry, 2004
- Jóhann Jóhannsson: Dis, 2005
- Tyft: Meg Nem Sa, 2006
- Jim Black: Dogs of Great Indifference, 2006
- Skúli Sverrisson: Seria, 2006
- Jóel Pálsson: Varp, 2006
- Tyft: Smell the Difference, 2009
- Ruben Machtelinckx, Hilmar Jensson, Joachim Badenhorst, Nathan Wouters: Faerge 2012 (El Negocito Records)
- Hilmar Jensson, Scott McLemore, Angelika Niescier: Broken Cycle 2015 (Sunny Sky)